# Clarkcomanthus alternans
Clarkcomanthus alternans is een haarster uit de familie Comatulidae.
De wetenschappelijke naam van de soort werd in 1881 gepubliceerd door Philip Herbert Carpenter.